# 熱帶風暴南川 (2010年)
熱帶風暴南川（聯合颱風警報中心：WP092010），是2010年太平洋颱風季的一個熱帶氣旋。
「南川」是由老挝所命名，是老挝的一條河流。

## 發展歷史
8月27日，一個比較廣闊的雲團在台灣東面海域形成。在8月28日隨即發展成一低壓區，並在同日18時在日本八重山群島一帶被日本氣象廳升格為熱帶低氣壓。香港天文台則於8月30日才升格。由於附近兩側都有熱帶氣旋發展，而西北太平洋的颱風圓規的強度較強，所以朝西偏南方向進入台灣海峽。此熱帶低氣壓在台灣東邊徘徊，並於8月30日當天造成台灣北部尤其台北地區強烈降雨，中央氣象局卻只發佈熱帶低壓特報。其的強度一直沒有受到日本氣象廳的重視，直到晚上8時，突然增強為熱帶風暴，因此為其命名「南川」。但由於南海東北部又有強烈熱帶風暴獅子山的發展，兩者相碰之下，使南川難以增強，所以日本氣象廳預計南川將在台灣西北部陸地登陸後消散。
8月31日17:00，香港天文台將南川降格為熱帶低氣壓，並預料會於兩天內消散。中央氣象局亦於同日為南川發出最後一次警告，並改向輕度颱風萊羅克發出海上颱風警報。23:50，南川中心在福建省泉州市惠安縣小岞鎮沿海登陆，登陆时中心附近最大风力8级（18米/秒），9月1日凌晨1时，中国中央气象台将南川降格为热带低压，并于3时停止编号。

## 影響

### 中華民國
- 2010年8月30日
  - 09W增強為輕度颱風，中央氣象局於22時30分發布海上陸上颱風警報。
- 2010年8月31日
  - 南川輕颱減弱為熱帶性低氣壓登陸福建，中央氣象局於20時30分解除海上陸上颱風警報。

30日至31日2天之累積雨量，以彭佳嶼及臺北山區較大，彭佳嶼累積雨量385.8毫米。

### 日本
09W暴風圈持續籠罩日本琉球群島西部持續到南川進入台灣海峽北部海面。

### 中国大陆

#### 福建省
当地发出最高热带气旋警告： 颱風黃色預警信號
- 2010年8月31日
  - 上午07时05分，福建省气象台发布台风黄色预警信号，热带风暴南川位于莆田偏东方190公里的海面，预计未来以每小时10公里左右的速度向西南偏西方向移动，逐渐向福建中部沿海靠近[4]。
  - 下午15时35分，福建省气象台继续发布台风黄色预警信号，热带风暴南川位于莆田偏东方80公里的海面，预计将于8月31日夜间在长乐到晋江沿海沿海登陆或擦过[5]。
  - 下午16时30分，福建省气象台继续发布台风黄色预警信号，预计南川将于8月31日夜间在福清到晋江沿海沿海登陆或擦过[6]。
  - 晚上20时00分，福建省泉州市气象台发布台风黄色预警，预计南川可能于8月31日夜间在福建莆田到厦门沿海登陆或擦过，也有可能在台湾海峡减弱后并入狮子山环流[7]。
  - 晚上23时50分，热带风暴南川在福建省泉州市惠安縣小岞鎮沿海登陆，登陆时中心附近最大风力8级（18米/秒）[2]。

## 熱帶氣旋警告使用記錄

### 台灣
| 中央氣象局 颱風警報 | 中央氣象局 颱風警報 | 中央氣象局 颱風警報 |
| ------------------- | ------------------- | ------------------- |
| 上一熱帶氣旋        | 海上颱風警報        | 下一熱帶氣旋        |
| 強烈颱風芭瑪        | 海上颱風警報        | 輕度颱風萊羅克      |
| 強烈颱風芭瑪        | 陸上颱風警報        | 輕度颱風萊羅克      |

### 福建
| 福建省氣象台 颱風預警信號 | 福建省氣象台 颱風預警信號 | 福建省氣象台 颱風預警信號 |
| ------------------------- | ------------------------- | ------------------------- |
| 上一熱帶氣旋              | 颱風黃色預警信號          | 下一熱帶氣旋              |
| 颱風莫拉克                | 颱風黃色預警信號          | 強熱帶風暴獅子山          |

## 外部連結
- （英文）http://www.usno.navy.mil/JTWC （页面存档备份，存于） 聯合颱風警報中心首頁
- （日語）http://www.jma.go.jp/jma/index.html （页面存档备份，存于） 日本氣象廳首頁
- （繁體中文）http://www.cwb.gov.tw （页面存档备份，存于） 中央氣象局首頁

### 相關熱帶氣旋
- 強烈熱帶風暴獅子山 (2010年)
- 颱風圓規 (2010年)